# Ojārs Grīnbergs
Ojārs Grīnbergs (Riga, 19. studenog 1942. – Riga, 22. travnja 2016.) bio je latvijski i sovjetski pop pjevač i političar.

## Životopis
Rođen je u Rigi 19. studenog 1942. u vrijeme nacističke okupacije Latvije u Drugom svjetskom ratu.
Završio je osnovnu i srednju glazbenu školu, nakon čega je 1961. godine počeo nastupati u različitim pjevačkim ansamblima. Tijekom obnašanja obaveznog vojnog roka u Crvenoj armiji, bio je osnivač i član pjevačkog ansambla Zvezdochka, koji je bio pobjednik natjecanja Liepaja Amber. Bio je član Riškog orkestra od 1966. do 1974. godine.
Od 1973. pjevao je u duetu s Margaritom Vilcāne pop glazbu, često uz pratnju Latvijske državne filharmonije. Njihov najpoznatiji duet ispjevan je 1979. godine, a zvao se Tip Top.
Snimio je nekoliko ploča s albuma poznatog pijanista Raimondsa Paulsa Tev, mana labā (1969.) i Tik dzintars vien (1970.). Bio je pobjednik međunarodnog natjecanja pop glazbe Rostock-72 1972. godine.
Bio je član političke stranke Tautas kustība "Latvijai" (1995. – 1996.) i član Saeime, latvijskog parlamenta (1995. – 1998.)
Nositelj je visokog državnog odlikovanja Reda triju zvijezda' za iznimne doprinose u kulturi i postignuća na području glazbe.

## Vanjske poveznice
- (let.) Baltic Records Group - Ojārs Grīnbergs  Arhivirana inačica izvorne stranice od 4. ožujka 2016. (Wayback Machine)
- (let.) Politička karijera - stranke i mandati te osobni podatci